# Anapidae
Anapidae  (лат.) — семейство аранеоморфных пауков из надсемейства Araneoidea. Размеры большинства представителей не превышают 2 мм. У самок некоторых видов педипальпы редуцированы до нечленистых придатков. Строят ловчие сети до 3 см длиной. Известно 149 современных видов, распространённых преимущественно в Африке, Астралазии и Южной Америке. Некоторые роды распространены в Азии; в Европе и Северной Америке — единичные виды. 24 ископаемых вида известны из европейского янтаря.

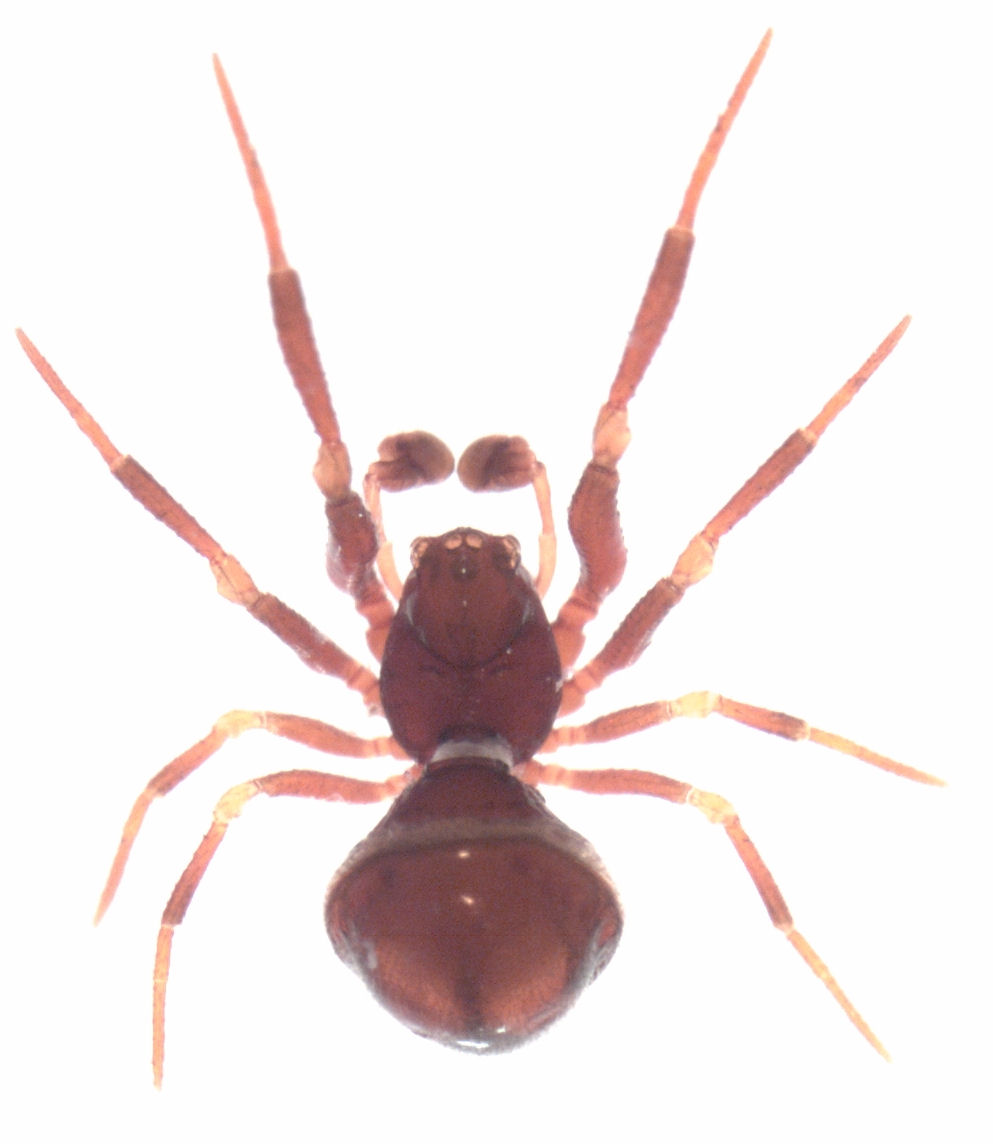
Самец Novanapis spinipes

## Таксономия
149 современных видов объединяют в 38 родов:
- Acrobleps Hickman, 1979 — Тасмания
- Anapis Simon, 1895typus — Центральная и Южная Америка, Мексика
- Anapisona Gertsch, 1941 — Центральная и Южная Америка, Мексика
- Borneanapis Snazell, 2009 — Борнео
- Caledanapis Platnick et Forster, 1989 — Новая Каледония
- Chasmocephalon O. P.-Cambridge, 1889 — Австралия
- Comaroma Bertkau, 1889 — Дальний Восток, Европа, США.
- Conculus Komatsu, 1940 — Корейский полуостров, Япония, Новая Гвинея
- Crassanapis Platnick et Forster, 1989 — Чили, Аргентина
- Crozetulus Hickman, 1939 — Конго, ЮАР, Намибия, Зимбабве, острова Крозе
- Dippenaaria Wunderlich, 1995 — ЮАР
- Elanapis Platnick et Forster, 1989 — Чили
- Enielkenie Ono, 2007 — Тайвань
- Forsteriola Brignoli, 1981 — Бурунди, Руанда, Конго
- Gaiziapis Miller, Griswold et Yin, 2009 — Китай
- Gertschanapis Platnick et Forster, 1990 — США
- Hickmanapis Platnick et Forster, 1989 — Тасмания
- Mandanapis Platnick et Forster, 1989 — Новая Каледония
- Maxanapis Platnick et Forster, 1989 — Австралия
- Metanapis Brignoli, 1981 — ЮАР, Кения, Конго, Непал
- Minanapis Platnick et Forster, 1989 — Чили, Аргентина
- Montanapis Platnick et Forster, 1989 — Новая Каледония
- Nortanapis Platnick et Forster, 1989 — Австралия
- Novanapis Platnick et Forster, 1989 — Новая Зеландия
- Octanapis Platnick et Forster, 1989 — Австралия
- Paranapis Platnick et Forster, 1989 — Новая Зеландия
- Pecanapis Platnick et Forster, 1989 — Китай
- Pseudanapis Simon, 1905 — от  Мексики до Бразилии, Дальний Восток, Африка, Австралия и Океания.
- Queenslanapis Platnick et Forster, 1989 — Австралия
- Risdonius Hickman, 1939 — Австралия, Тасмания
- Sheranapis Platnick et Forster, 1989 — Чили
- Sinanapis Wunderlich et Song, 1995 — Чили, Вьетнам
- Sofanapis Platnick et Forster, 1989 — Чили
- Spinanapis Platnick et Forster, 1989 — Австралия
- Tasmanapis Platnick et Forster, 1989 — Тасмания
- Victanapis Platnick et Forster, 1989 —  Австралия
- Zangherella Caporiacco, 1949 — Средиземноморье
- Zealanapis Platnick et Forster, 1989 — Новая Зеландия

24 ископаемых вида, описанных по инклюзам в янтаре с побережья Балтики, из Ровно и Биттерфельда, объединяют в 9 родов:
- † Balticonopsis Wunderlich, 2004 — палеоген
- † Balticoroma Wunderlich, 2004 — палеоген
- † Dubianapis Wunderlich, 2004 — палеоген
- † Flagellanapis Wunderlich, 2004 — палеоген
- † Fossilanapis Wunderlich, 2004 — палеоген
- † Palaeoanapis Wunderlich, 1988 — неоген
- † Ruganapis Wunderlich, 2004 — палеоген
- † Saxonanapis Wunderlich, 2004 — палеоген
- † Tuberanapis Wunderlich, 2004 — палеоген